# Chloe Dior
Chloe Dior (Los Ángeles, California; 28 de marzo de 1978) es una actriz pornográfica estadounidense. Sus primeras películas porno se dieron en el año 2001, a la edad de 23 años, habiendo aparecido en más de 200 películas desde entonces, actualmente se encuentra retirada y en el año 2013 contrajo nupcias con el piloto de automovilismo Daniel Ruiz.

## Nominaciones
- 2004 Premios AVN nominada – Mejor actriz, Película – Riptide[2]
- 2007 Premios AVN nominada – Mejor escen lésbica, Video – Belladonna: No Warning[3]